# Astrònom

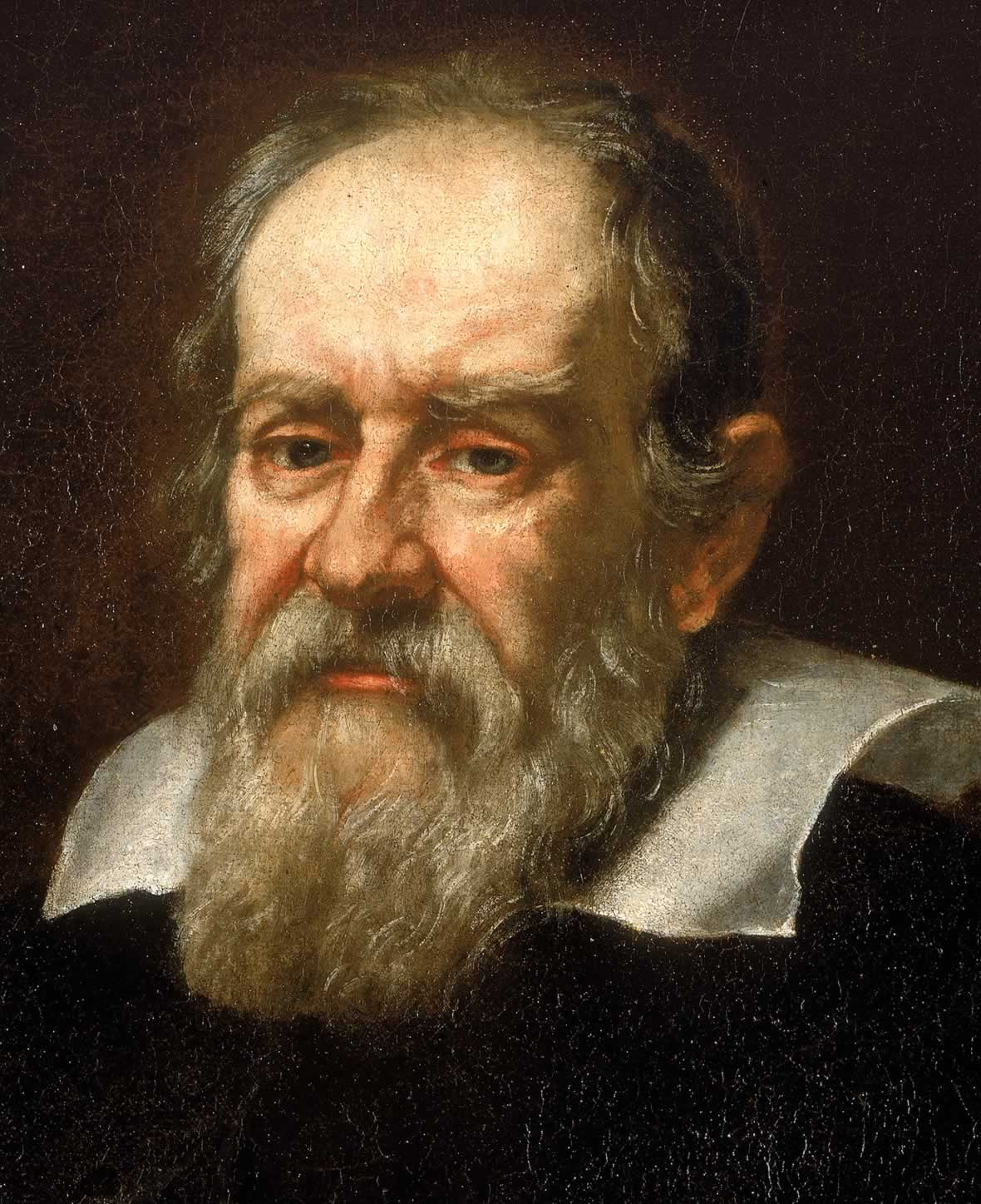
Galileo Galilei és sovint referit com el pare de l'astronomia moderna.

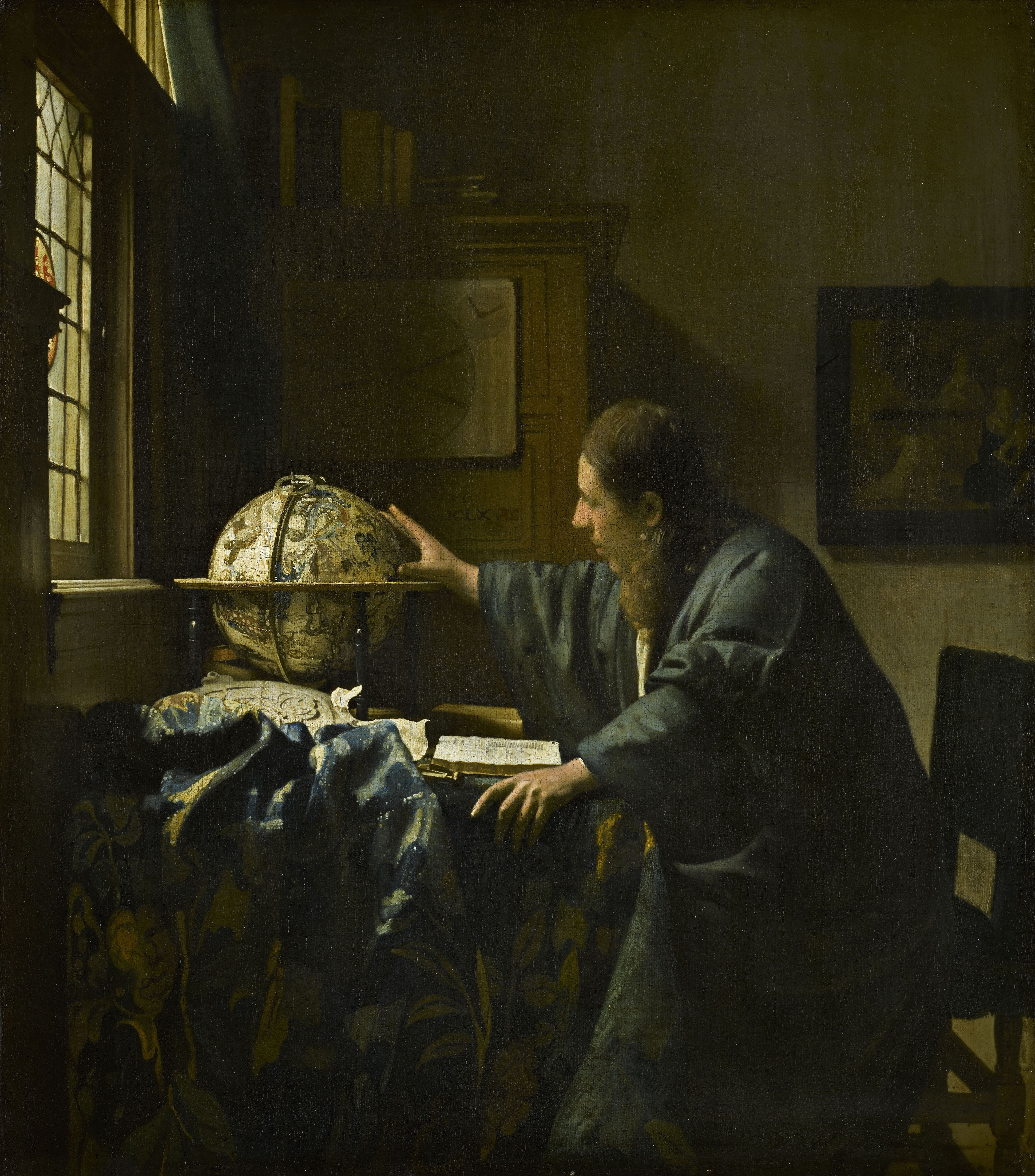
L'Astrònom (c. 1668), de Johannes Vermeer

Un astrònom o una astrònoma és un científic amb una àrea d'investigació i estudi que s'anomena astronomia. Històricament, l'astronomia estava més preocupada per la classificació i descripció dels fenòmens celestials, mentre que els astroplans intentaven descriure aquests fenòmens i les diferències entre ells utilitzant lleis físiques. Avui en dia, aquesta distinció ha desaparegut. Els astrònoms professionals són individus altament qualificats que usualment tenen un doctorat en física o astronomia i que estan empleats en institucions o universitats.
A diferència de la majoria de científics, els astrònoms no poden manipular directament els objectes que estudien, i han de fer ús de detallades observacions per als seus descobriments. Generalment, els astrònoms utilitzen telescopis i altres instruments òptics per a les seves observacions.
Es considera que l'astronomia s'inicià amb l'estudi dels astres pels sacerdots de l'antiga Babilònia. Estudis recents de les inscripcions babilòniques mostren el coneixement extremadament precís que posseïen del seu cel nocturn. Els sacerdots de l'antic Egipte també feien especial èmfasi en l'observació del cel, quedant reflectit en els denominats sostres astronòmics, dibuixats en moltes tombes de la Vall dels Reis.
La combinació de les interpretacions religioses del cel, com alguna llegenda o mite, condueixen a una dualitat que avui nosaltres identifiquem com astrologia. És important tenir en compte que abans de 1750, aproximadament, no es feia distinció entre astronomia i astrologia.

## Astrònoms importants
| Astrònom                   | Contribució |
| -------------------------- | --- |
| Hiparc de Nicea i Ptolemeu | Grècia antiga. Va determinar la posició d'unes 1000 estrelles brillants, van intentar explicar misteris astronòmics sense abandonar el model geocèntric de l'Univers, fermament establert en la seva època, i van classificar els estels per la seva magnitud.                                                                                           |
| Aristarc de Samos          | Grècia antiga. Primera persona que va proposar el model heliocèntric de l'Univers. |
| Copèrnic                   | Segle XVI. Va donar suport al model heliocèntric. |
| Galileo Galilei            | Segle XVI-XVII. Primer astrònom que va usar el telescopi per observar el cel. La Inquisició el va condemnar a arrest domiciliari pels seus descobriments, el qual va ser aixecat 359 anys després pel Papa Joan Pau II. |
| Kepler                     | Segle XVI-XVII. Va suggerir l'òrbita el·líptica dels planetes, i proposar lleis sobre el seu moviment, actualment conegudes com Lleis de Kepler. |
| Hevelius                   | Iniciador de la topografia lunar. |
| Isaac Newton               | Segle XVII. Va publicar el 1687 Philosophiae naturalis principia mathematica, també anomenat els Proxypia, contenint Les lleis de Newton del moviment, les quals són fonamentals per a la mecànica celeste i expliquen les Lleis de Kepler. Va predir les òrbites dels planetes.                                                                         |
| William Herschel           | Segle XVIII. Va perfeccionar els telescopis reflectors, va descobrir el planeta Urà, el 1781, i llunes d'Urà i Saturn; així mateix va catalogar i descobrir més de 2.500 nous objectes d'espai profund, entre els quals hi ha cúmuls globulars, nebuloses i galàxies, i també va descobrir el 1783 que el Sol no estava quiet com sempre s'havia cregut. |
| Subrahmanyan Chandrasekhar | Va treballar en els mecanismes interns de les estrelles. És particularment conegut per determinar l'efecte de la relativitat especial en els estels, inclòs el primer càlcul del límit de Chandrasekhar, sense calculadora, durant un viatge en vaixell.                                                                                                 |
| Henrietta Swan Leavitt     | Va catalogar estrelles variables cefeides en els Núvols de Magallanes. El 1912 va descobrir la relació entre lluminositat i periodicitat de les cefeides, fet determinant per al posterior treball de Hertzprung. |
| Ejnar Hertzsprung          | Va determinar la distància a diverses cefeides. Quan les estrelles eren detectades en altres galàxies, com ara Andròmeda, la distància a aquestes galàxies també quedava determinada. |
| Hubble                     | Va descobrir l'expansió de l'Univers. El telescopi espacial Hubble porta el seu nom en honor seu. |
| Stephen Hawking            | La seva investigació sobre els forats negres va ser el primer pas cap a una teoria de la gravetat quàntica, que hauria d'unificar la Relativitat General, la Teoria de la Gravitació i l'Espaitemps, i la Mecànica Quàntica. |
| Carl Sagan                 | Reconegut educador i escriptor. Autor de la sèrie "Cosmos". Va morir el 1996. |
| Alan Guth                  | Va elaborar la primera formulació de la "teoria de l'Univers inflacionari". Actualment és viu i és un investigador del MIT. |